# 長門 (戦艦)
長門（ながと）は、旧長門国を名前の由来に持つ日本海軍の戦艦。長門型戦艦の1番艦。

## 概要
いわゆる超弩級戦艦である。完成当時の1920年（大正9年）では世界最大であり、かつ最大口径の16.1インチ（当時日本はメートル法を採用していたため実口径は41cmちょうど）主砲と、当時の戦艦の中では非常に高速である26.5ノット（公試26.443ノット）の機動力を持つ高速戦艦で、世界の軍事史や軍艦史にも大きな影響を与えている。史上初めて41センチ砲を搭載する戦艦として建造され、竣工時世界最大・最速を誇った。また、連合艦隊旗艦を最も長期にわたり務め、日本海軍の象徴として長く国民に親しまれた。
2番艦の陸奥と共に各国海軍から注目され、大艦巨砲主義が最盛期をむかえていた列強海軍の熾烈な建艦競争にワシントン海軍軍縮条約による一定の歯止めを与えるきっかけとなったのも本艦であった。
完成後に連合艦隊旗艦となり、その任を陸奥と交代で務めた。第二次世界大戦後に有名になった大和型戦艦が戦中は存在そのものが極秘だったこともあり、戦前と戦中には長門、陸奥こそが日本海軍を代表する戦艦として国民から親しまれている。『陸奥と長門は日本の誇り』といういろはカルタが作られた程である。
太平洋戦争開戦時の連合艦隊旗艦で、連合艦隊司令長官 山本五十六大将が座乗していた。1942年2月、連合艦隊旗艦は大和に移った。以後、大和、武蔵に次ぐ主力艦として温存され、太平洋戦争終盤まで最前線に出ることはなかった。終戦時、横須賀にて中破状態で残存。稼動可能な状態で生き残った唯一の日本戦艦である。アメリカ軍に接収された後、原子爆弾の標的艦に指定される。1946年7月にビキニ環礁で実施された原爆実験「クロスロード作戦」に標的艦として投入、二度の核爆発により浸水が進み沈没した。

## 艦歴

### 建造

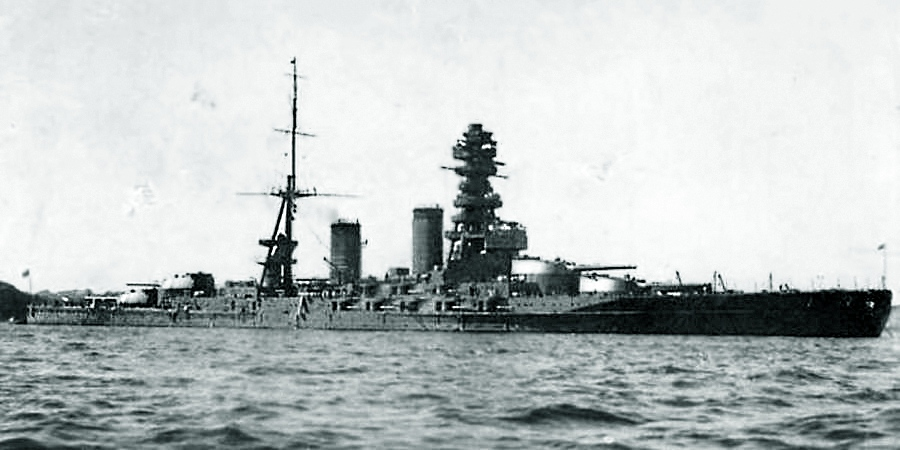
新造時の長門

長門は1916年（大正5年）度の帝国議会で建造が承認された。同年5月13日、建造予定の戦艦に長門、二等巡洋艦（軽巡洋艦）2隻にそれぞれ天龍と龍田、大型駆逐艦に谷風(江風型)の艦名が与えられる。6月26日、長門、天龍、龍田、谷風は艦艇類別等級表に登録された。
長門は1917年（大正6年）8月28日に八八艦隊計画の第一号艦として広島県の呉海軍工廠にて起工、1919年（大正8年）11月9日に進水する。1920年（大正9年）11月25日、竣工した。甲板の木材は台湾阿里山の檜が使用された。建造費は当時の価格で4,390万円に上った。東京の丸の内ビルディング（旧）が七つ建造できる金額であったという。艦の本当の全長216mや最大速力26ノットは隠され、対外的には660呎(201m)、23ノットと公表している。ワシントン海軍軍縮条約によって41cm(16in)主砲搭載・艦型35000トン以上の大型戦艦の建造が制限される海軍休日が始まると、長門と姉妹艦の陸奥、イギリスのネルソンとロドニー、アメリカ合衆国のコロラド、メリーランド、ウェストバージニアの戦艦を指して世界のビッグ7（世界七大戦艦）と呼ばれた。
建造当初は煙突の排煙処理が問題となり、平賀譲の提案で第一煙突にカバーを付けたがあまり効果はなく、藤本喜久雄造船大佐によって1924年（大正13年）に陸奥と共に屈曲煙突を採用した。この姿が当時の国民に親しまれ、一番印象に残る姿となったといわれる。尚、この屈曲煙突の採用は、後の日本海軍の巡洋艦の機関建造に影響を与えたとされる。また藤本の提案を平賀譲が無断で借用したため、両者の対立の一因となった。

### 第二次世界大戦前

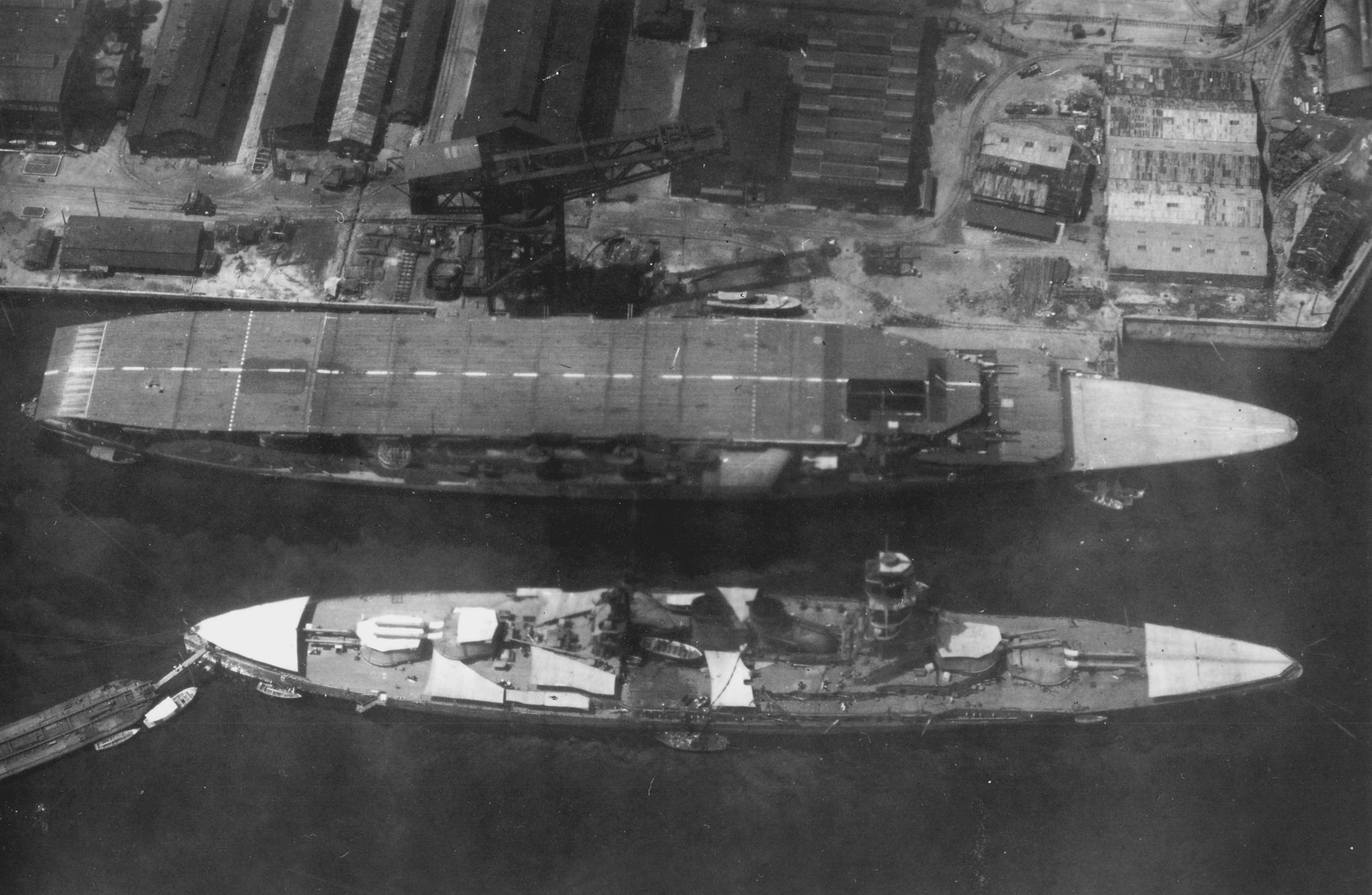
三段空母時代の「赤城」と並ぶ「長門」。第一煙突が湾曲している。

世界で7隻しかない40cm砲搭載戦艦である長門だったが、その巨砲を実戦で発射する機会は長らくなかった。陸奥が佐世保鎮守府所属だったことから、東京の海軍省や軍令部と往来が容易な横須賀鎮守府所属の長門が連合艦隊旗艦に選ばれたとされる。
1923年（大正12年）9月1日の関東大震災時、連合艦隊（司令長官竹下勇大将、旗艦「長門」）は大連沖合で演習中であった。連合艦隊は演習を中止して、救援物資を東京に運ぶ。連合艦隊参謀として長門に乗艦していた福留繁大尉は「長門は最大速力26ノット（公称23ノット）で東京湾に急行したところ、イギリス東洋艦隊旗艦の巡洋艦プリマスに追跡され、本当の速力を見破られた」と回想している。なお、イギリス中国艦隊所属の軽巡洋艦ディスパッチの航海日誌に「11.13am: Fired salute to Japanese Admiral in HIJMS Nagato.（HIJMS長門の提督へ礼砲）」と記録されており、実際には軽巡洋艦ディスパッチに追跡されていたようである。救援物資輸送後の連合艦隊各艦は、被災者の疎開任務に従事した。
1924年（大正13年）には、裕仁皇太子（後の昭和天皇）の樺太行啓に際し乗艦となった。1927年（昭和2年）8月24日、島根県美保関沖で行われた夜間演習で軽巡神通と駆逐艦蕨・軽巡那珂と駆逐艦葦の衝突事故が起きた（美保関事件）。加藤寛治連合艦隊司令長官は長門に座乗して甲軍（長門、陸奥、日向、伊勢）等を指揮しており、これを乙軍（第五戦隊〈加古、古鷹、神通、那珂〉、第二水雷戦隊〈軽巡夕張、麾下駆逐隊〉）が襲撃するという想定の演習だった。
長門、陸奥は日本海軍の象徴として広く認識されていたが、時代の変化に合わせた小規模な改装も漸次実施された。先述した屈曲煙突への改造後も、水上偵察機の搭載や主砲塔の測距儀を換装するなどの改装を実施している。1932年（昭和7年）から1933年（昭和8年）にかけては8cm高角砲を12.7cm連装高角砲に換装のうえ高射装置と毘式四十粍機銃を設置、水偵発艦用のカタパルトが搭載されたほか、前檣は測的所や指揮所を増設したことから探照灯を煙突周辺に新設した探照灯台へ移した。
1934年（昭和9年）から1936年（昭和11年）の間陸奥と共に大規模改装を行い、ボイラーの換装と装甲の追加、主砲塔の改造や魚雷発射管の撤去などが実施された。外見上は煙突がボイラーの換装に伴い太い一本の物に替わった他、前檣および後部指揮所の形状も大きく変化した。大西新蔵（長門艦長）は、大規模改装後の長門型戦艦は優男、大和型戦艦は獰猛と表現している。近江従兵長の回想では、艦橋にエレベーターがあったという。そして、両舷にバルジを設け、艦尾も延長し、防御能力も向上した。反面、タービンが換装されず出力が新造時と大差なかったため、速力は25ノットに低下した。大西艦長は、1941年5月29日の公試において82000馬力で24.1ノットを発揮したと述べている。ただし、レイテ沖海戦ではカタログスペックを上回るスピードで敵機から逃げているので、元々機関部の強度・耐熱性の余裕を大きく取っていたようである。長門はその後も航空設備の改修や毘式四十粍機銃の撤去、25mm機銃の増設といった追加工事を受けた。
1937年（昭和12年）8月、第二次上海事変に伴い「長門」や「陸奥」、第三戦隊は陸兵輸送に従事。「長門」の担当は小松島からの第十一師団の一部約2,000名の輸送であり、8月22日に「長門」と「陸奥」は余山の90度50浬付近に進出し、両艦および第三戦隊は陸兵を第八戦隊および第一水雷戦隊に移したのち佐世保に帰投した。
1938年（昭和13年）11月1日附で、福留繁大佐（当時、支那方面艦隊参謀長）は長門艦長に任命される。福留は航海長経験こそあるが艦長経験がなく、前任の長門艦長高木武雄大佐から細々と申し継ぎを受けたという。
1939年（昭和14年）9月3日、連合艦隊司令長官は吉田善吾中将から山本五十六中将に交代した。11月15日附で福留大佐は少将に昇進し、同時に連合艦隊参謀長に任命された。艦長室から隣の参謀長室への赴任であった。このあと福留は1年半にわたって山本五十六連合艦隊司令長官（1940年（昭和15年）に吉田、山本、嶋田繁太郎が大将昇進）の下で参謀長を務めることになる（昭和16年4月、軍令部第一部長へ転任）。
1941年（昭和16年）4月3日、連合艦隊旗艦任務を陸奥に移し、長門は横須賀で砲身換装や各部防御力の強化を行い、5月28日横須賀を出港した。8月10日の射撃訓練では、36500mで初弾命中に近い射撃成績を出した。
8月某日、呉工廠にて艦内電灯線張り替え工事実施、電気部近くの岸壁に横付け工期5日間で完了し旗艦任務復帰した

### 太平洋戦争緒戦
アメリカとの開戦に備えて戦備を整える長門であったが、既に大艦巨砲主義全盛の時代は去り、航空機と潜水艦が重要な役割を果たすようになっていた。1941年（昭和16年）7月21日の昼間連合艦隊第12回基本演習と夜間連合艦隊第21回応用教練では、急降下爆撃機や潜水艦に苦戦している。8月10日の第一類戦技作業終了後の航空隊襲撃では、空母加賀と龍驤の艦上攻撃機27機・艦上爆撃機54機・水上飛行艇15機に翻弄されている。また開戦二ヶ月前に土佐湾沖で行われた長門、陸奥の主砲射撃訓練で、長門の散布界は非常に狭く、陸奥は遠大距離で高い命中率を出した。その後長門艦上で行われた研究会にて、山本長官は「長門と陸奥の二艦をもってアメリカのウエストバージニア級戦艦（コロラド級戦艦）の三隻を倒せば、日本は勝てる」という主旨の発言をしたという。しかし、米国が16インチ砲搭載のノースカロライナ級戦艦やサウスダコタ級戦艦といった新世代戦艦を複数隻建造中である事は、一般にも報道されていた。大正時代に設計され艦齢を重ねた日本戦艦では欧米列強の新世代戦艦に対抗できなくなっており、仮に艦隊決戦が実現したとしても長門を含めた日本海軍の劣勢は明白であった。
同年10月8日、連合艦隊旗艦は陸奥から長門に変更された。連合艦隊は10月9日から13日にかけて、室積沖に停泊する長門においてハワイ作戦を前提とした図上演習をおこなった。
太平洋戦争開戦時、長門は連合艦隊旗艦として姉妹艦の陸奥と共に第一戦隊を形成していた。12月2日には山口県岩国湾で「ニイタカヤマノボレ1208」の暗号無電を打電した。12月8日、南雲機動部隊は真珠湾攻撃を実施、成功をおさめる。瀬戸内海在泊の戦艦6隻（長門、陸奥、日向、伊勢、扶桑、山城）を中核とする主力部隊は、機動部隊の退却支援・損傷艦の曳航等を目的に、同日午前8時30分に出撃した。なお同日、瀬戸内海では戦艦「大和」が試験航海を終えて呉へ帰港中であり、豊後水道で長門らとすれ違っている。機動部隊の安全が確認されて12月11日0600に主力部隊は反転した。空母鳳翔と随伴駆逐艦が行方不明になる騒ぎがあったものの、長門以下の主力部隊は13日朝になり柱島泊地へ帰投した。
1942年（昭和17年）2月12日、山本五十六連合艦隊司令長官は大将旗を大和に移し、連合艦隊旗艦は長門から大和に変更された。同年6月上旬のMI作戦では主力部隊（両軍の戦闘序列）として5月29日0600に柱島泊地を出撃した。航行中の5月31日、直衛駆逐艦で盲腸炎患者が発生し、手術担任艦の長門に収容された。6月4日、主力部隊より高須四郎第一艦隊司令長官指揮下の警戒部隊が分離し、山本長官直率の主隊は第一戦隊（大和、長門、陸奥）、第三水雷戦隊、空母隊（鳳翔、夕風）、補給部隊となった。
6月5日、濃霧の中で長門は一時、艦隊から落伍した。同日、南雲機動部隊の空母4隻はミッドウェー海戦により全滅。6月6日になると機動部隊の水上艦艇が主力部隊に合流した。長門は、第4駆逐隊の陽炎型2隻（萩風、舞風）より空母「加賀」の生存者を収容した。6月14日1900、主力部隊は柱島泊地に到着した。
7月14日、ミッドウェー海戦後の艦隊再編により長門と陸奥は第一戦隊から第二戦隊へと編入された。8月7日のガダルカナル島の戦いで、陸奥は前進部隊（指揮官近藤信竹中将、第二艦隊司令長官）に編入されカロリン諸島のトラック島に進出したが、長門は日本本土で待機する日々が続いた。
1943年（昭和18年）6月8日、柱島泊地で姉妹艦陸奥は長門・扶桑・大淀・龍田・島風等の目前で爆沈した。
8月16日、連合艦隊司令長官古賀峯一大将直率の主力部隊（戦艦3隻〈大和、長門、扶桑〉、空母〈大鷹〉、巡洋艦3隻〈愛宕、高雄、能代〉、駆逐艦部隊〈涼風、海風、秋雲、夕雲、若月、天津風、初風〉）は呉を出撃し、トラックへ向かう。
10月17日にはウェーク島南方海面で米艦隊を迎撃するため長門も大和・扶桑・金剛・榛名等とともに連合艦隊旗艦武蔵に率いられトラック島を出撃したが、作戦は不発に終わり10月26日にトラック島へ帰着した。
1944年（昭和19年）2月25日、所属していた第一艦隊と第二戦隊が解隊され、長門は第二艦隊・第一戦隊に編入された。同月にはトラック島からも撤退、以後はスマトラ島北部のリンガ泊地を基地とする。3月6日には宇垣纏中将（開戦時連合艦隊参謀長として長門に乗艦）が長門に着任した。5月4日、第一戦隊旗艦は長門から大和に変更された。
6月の「あ号作戦」では、第二航空戦隊（司令官城島高次少将：空母隼鷹、飛鷹、龍鳳）を主力とする乙部隊（二航戦〈隼鷹、飛鷹、龍鳳〉、航空巡洋艦最上、甲型駆逐艦〈浜風、秋霜、早霜〉、第4駆逐隊〈満潮、野分、山雲〉、第27駆逐隊〈時雨、五月雨〉）に所属して参加した。18日夜、長門は飛鷹と衝突しかけたという。
6月19-20日のマリアナ沖海戦において、長門はアメリカ軍機動部隊艦載機の空襲を受けるが損害は軽微であった。
20日夕刻、空襲により被弾・被雷して航行不能となった飛鷹を長門が曳航することになった。長門が曳航を開始したところ、長門四番砲塔と飛鷹艦首を結んでいたワイヤーロープが切断されてしまう。結局、飛鷹は沈没、他に空母大鳳・翔鶴が沈没、瑞鶴・隼鷹・千代田・千歳・龍鳳等も大小の損害を受け、マリアナ沖海戦は日本海軍の惨敗で終わった。6月24日、瑞鶴以下残存空母や第一戦隊は内地へ帰投した。7月中旬以降、主力艦艇は再びリンガ泊地へ進出した。

### 捷一号作戦

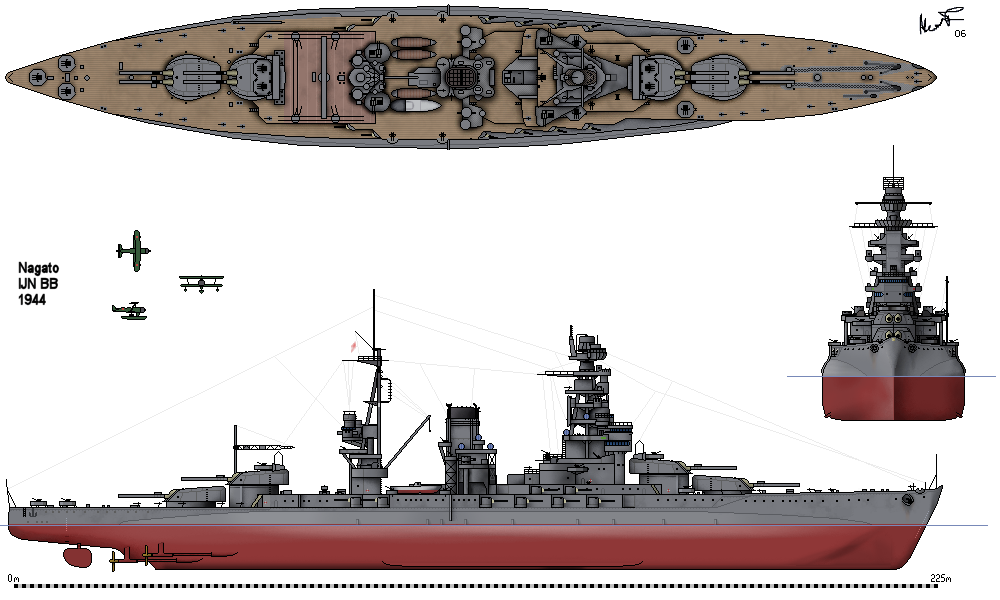
レイテでの長門の形状。アメリカ側の資料なので、厳密には機銃配置などで異なる部分がある。

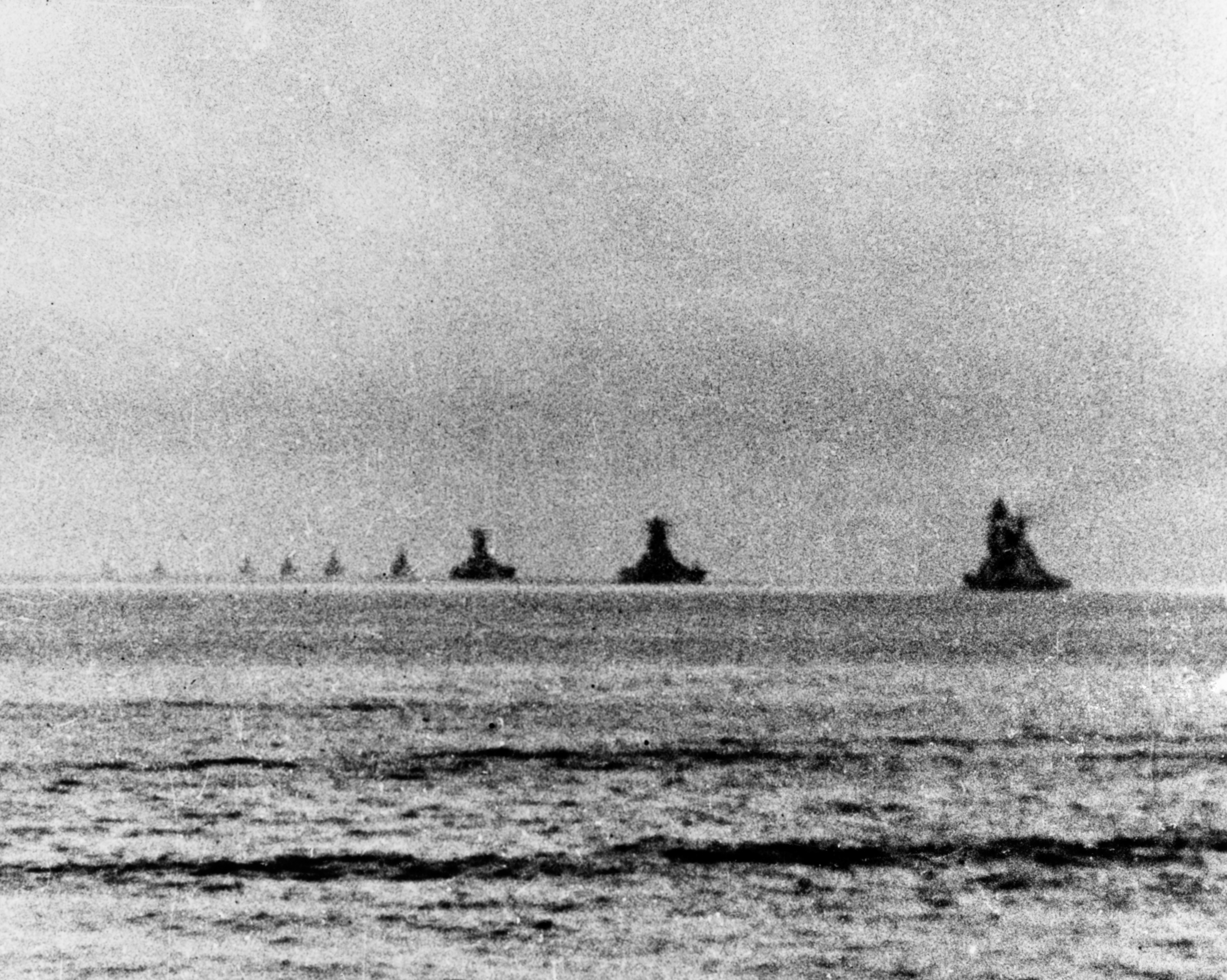
1944年10月22日、ブルネイから出撃する栗田艦隊。奥から高雄型重巡洋艦四隻の後に、金剛、榛名、大和、武蔵、最後に長門が続いた。

1944年6月27日、小沢治三郎第三艦隊司令長官は、次期作戦において『長門ハ速力、戦力ノ関係上　大和、武蔵ト別個ノ行動ヲトラシメ、山城、扶桑ト共ニ第二戦隊ヲ編成　遊撃部隊ニ編入スルヲ可ト認ム　戦隊編成困難ナルトキハ機動部隊附属ニテ可ナリ』と意見具申した。水上戦闘、タンカーの代用、第四航空戦隊（隼鷹、日向、伊勢）の護衛等に投入可能としている。これに対し軍令部は、第二戦隊（長門、扶桑、山城）を第二遊撃部隊(第五艦隊基幹)（指揮官　第五艦隊司令長官志摩清英中将）の直率にする意向を示した。協議の結果、軍令部は小沢中将の主張を容れ、9月10日附で第二戦隊（司令官西村祥治少将：扶桑型戦艦〈山城、扶桑〉）を編制、第二艦隊（第一遊撃部隊）に編入した。
長門は第二戦隊のリンガ進出（10月4日同地着）をもって第一戦隊（大和、武蔵、長門）から外されて第二戦隊に編入、第一遊撃部隊第三部隊（通称西村艦隊）旗艦の予定となる。ところが9月16日、第一戦隊司令官（宇垣中将）は長門の第二戦隊編入に対し『此の切迫せる時機は全く不適當にして長門の戦力を發揮せしむる所以に非ず』と反発、長門が西村艦隊としてスリガオ海峡に突入する事はなかった。
10月1日、リンガ泊地に停泊する大和、武蔵の乗組員がシンガポールで休養するにあたり、三回にわたり長門が人員輸送艦として使用され、一度に2100名の大和・武蔵乗組員を輸送した。10月中旬、連合艦隊は捷一号作戦を発動、長門は引続き栗田艦隊（司令長官栗田健男中将）第一部隊・第一戦隊（大和、武蔵、長門）に所属して同作戦に参加した。
10月下旬、長門はレイテ沖海戦に参戦する。10月24日のシブヤン海空襲では、第一戦隊より武蔵が沈没した。長門は14:16に米空母フランクリン(USS Franklin, CV-13)とカボット(USS Cabot, CVL-28)からの攻撃機により二発の爆弾を受ける。一発は長門の多くの機銃と第一缶室の換気口を破壊、25分間の軸停止となり、もう一発は無線室と酒保付近を破壊し52名が死亡、106名が負傷した。10月25日のサマール島沖海戦では06:01に護衛空母セント・ロー(USS St. Lo, CVE-63)に砲撃を行うが失敗する。06:54に駆逐艦のヒーアマン (USS Heermann, DD-532)が榛名に魚雷を発射、魚雷は榛名を外れ射線上の大和と長門に向かい、大和が回避運動の末両脇を魚雷に挟まれ、両艦は北方へ約16km回避行動を強いられた。長門は主砲と副砲の砲撃を米護衛空母群に続けて行った。
09:10に栗田健男中将は砲撃の中止と北方への移動を命じた。10:20に栗田中将は再び南進を命じたが、艦隊への攻撃は激しさを増したため12:36に退却を再び命じる。長門は12:43に二発の爆弾を受けるが損害は大きくなかった。10月26日の退却後、連合艦隊はアメリカ軍の激しい空襲を受けることとなる。長門はホーネット(USS Hornet, CV-12)艦載機から4発の爆弾を受け、38名の死者と105名の負傷者を出した。長門は一日で99発の主砲弾と653発の副砲弾を発射した。栗田艦隊は損傷艦の救援に駆逐艦を次々に派遣したため、最終的に戦艦4隻（大和、長門、金剛、榛名）を護る駆逐艦は17駆の2隻（雪風、磯風）のみとなった。長門は雪風に、榛名は磯風にそれぞれ燃料を補給した。

### 太平洋戦争終盤

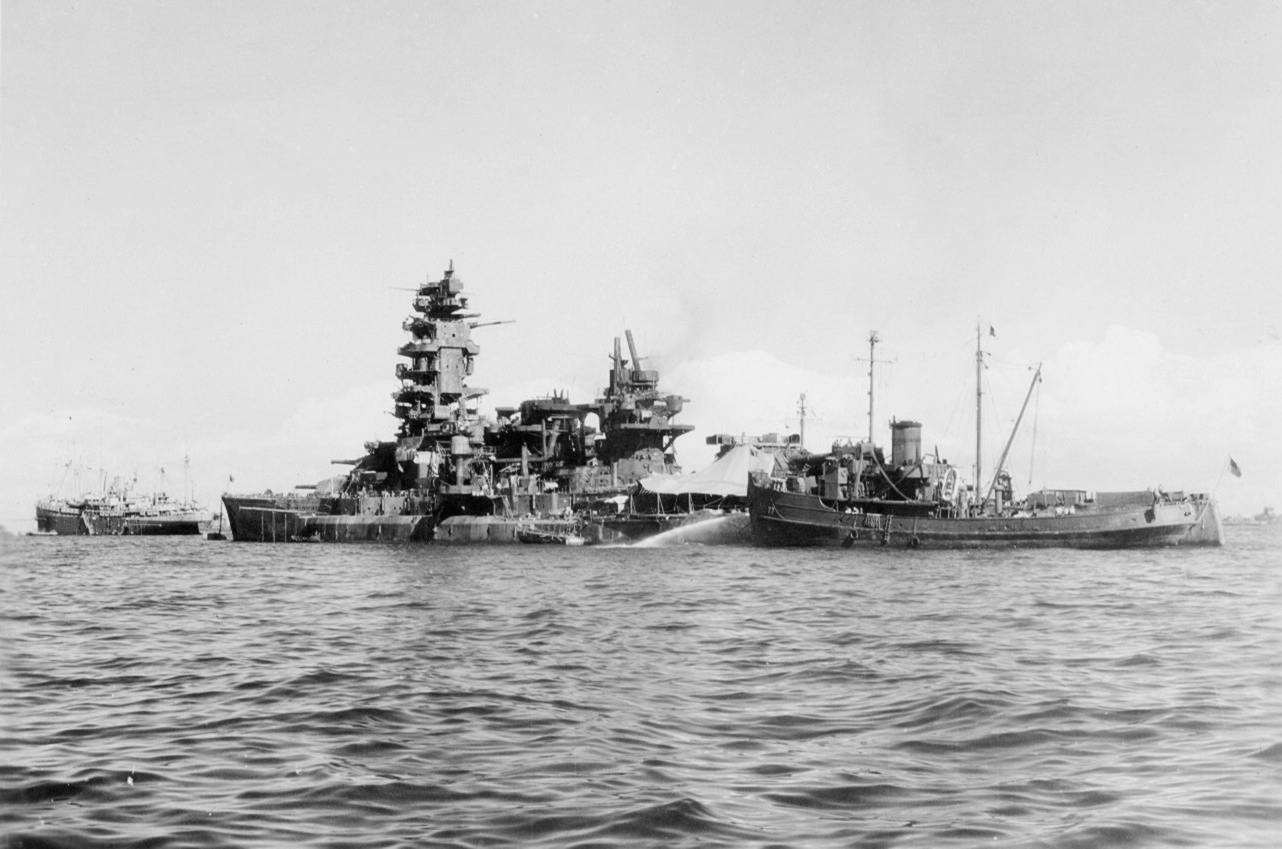
1945年に撮られた長門。

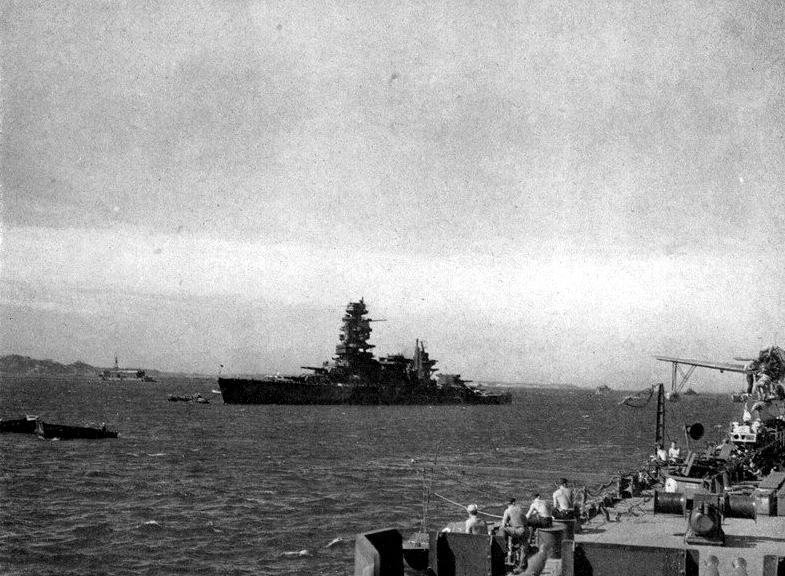
終戦後、戦艦マサチューセッツより撮影した長門。

1944年11月5日 - 13日のマニラ空襲の後、11月15日附で第一戦隊は解隊、大和は第二艦隊旗艦、長門は第三戦隊に編入される事になった。
11月16日に戦艦3隻（大和、長門、金剛）、第二水雷戦隊の軽巡洋艦矢矧と同戦隊所属第17駆逐隊（浦風、浜風、雪風、磯風）、松型駆逐艦〈桐、梅〉（20日分離、馬公回航）はブルネイより日本への帰路に付いた。これが長門の日本海軍時での最後の外洋航海となった。しかし11月22日、台湾海峡沖で艦隊は米潜水艦シーライオン IIから襲撃され、同行していた金剛（第三戦隊司令官鈴木義尾少将）と金剛の右側にいた駆逐艦浦風（17駆司令艦）が撃沈された。浜風・磯風は金剛の生存者を収容した。
11月25日、長門は第17駆逐隊（浜風、雪風、磯風）に護衛されて神奈川県横須賀港に到着した。28日、17駆（浜風、雪風、磯風）は空母信濃(大和型戦艦改造空母）を護衛して横須賀を出港、信濃最初の遠洋航海を長門乗組員は全員総出で見送った。その後長門では損傷箇所の修理や整備を実施したが、燃料・物資の不足により外洋に出ることはなかった。
1945年（昭和20年）2月20日、長門と榛名は警備艦に指定される。
大和が坊ノ岬沖海戦で沈没すると、日本海軍は損傷や燃料不足のため運用できなくなった残存大型艦を一斉に予備艦へ指定する。
4月20日、長門、伊勢、日向、榛名、天城、鳳翔、隼鷹、龍鳳、青葉は第四予備艦となった。
6月1日、長門以下榛名、伊勢、日向、天城、鳳翔、龍鳳は特殊警備艦となる。それに伴い長門では副砲や対空兵装を陸上げし、マストや煙突も撤去され、空襲擬装用に緑系の迷彩塗装を施すなどの処置がとられた。副砲は陸上砲台に転用された。アメリカ軍が相模湾に上陸してきた場合、長門が横須賀より砲撃をおこなう手筈だったという。
同時期、米内光政海軍大臣と軍務局は、戦艦長門、空母鳳翔、重巡洋艦利根、駆逐艦数隻をウラジオストクに回航してソビエト連邦（ソ連）に譲渡し、航空機・物資・燃料と交換する計画を立てていたが、実行されずに終わっている。
7月18日、長門は横須賀空襲において空母エセックス (USS Essex, CV-9)、ランドルフ (USS Randolph, CV-15)、シャングリラ (USS Shangri-la, CV-38) およびベロー・ウッド (USS Beleau Wood, CVL-24) 搭載機からの攻撃を受ける。3発の爆弾が命中して艦橋が破壊され、大塚幹艦長や樋口貞治副長など、ほとんどの艦橋要員が戦死してしまう（戦死者35名）。後任艦長は杉野修一大佐（日露戦争の旅順港閉塞作戦で戦死した杉野孫七兵曹長の長男）が発令され、それまで池内正方少将が長門艦長を務めた。長門はそのまま修復されることなく終戦を迎えた。

### 終戦後 - 戦艦長門の最期

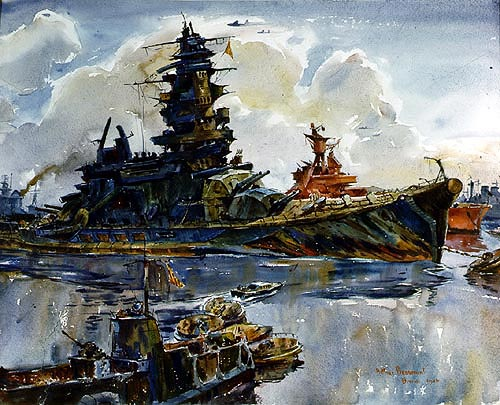
ビキニ環礁での長門を描いた水彩画。奥のオレンジ色の艦は米戦艦ネバダ。

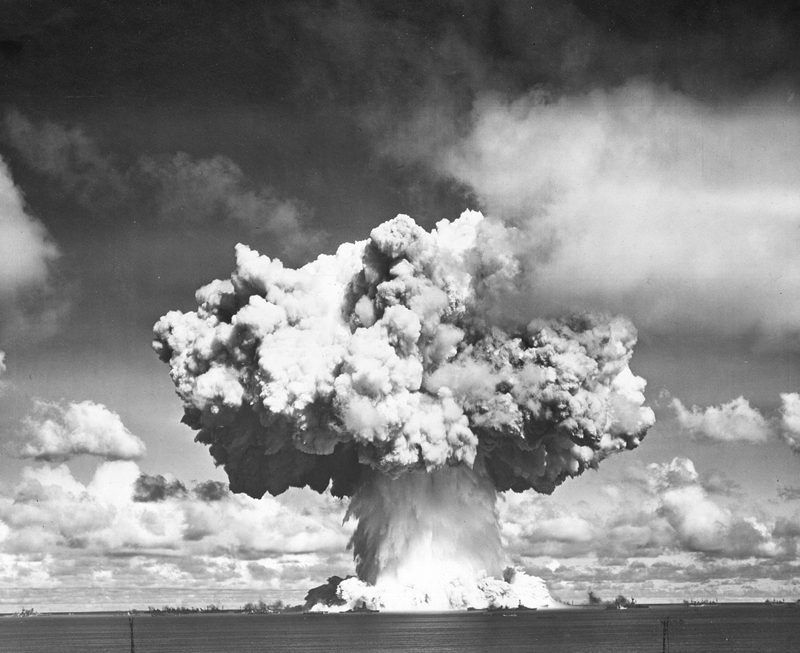
ビキニ環礁での7月25日の実験光景。雲の根本左部分に長門の姿が確認できる。

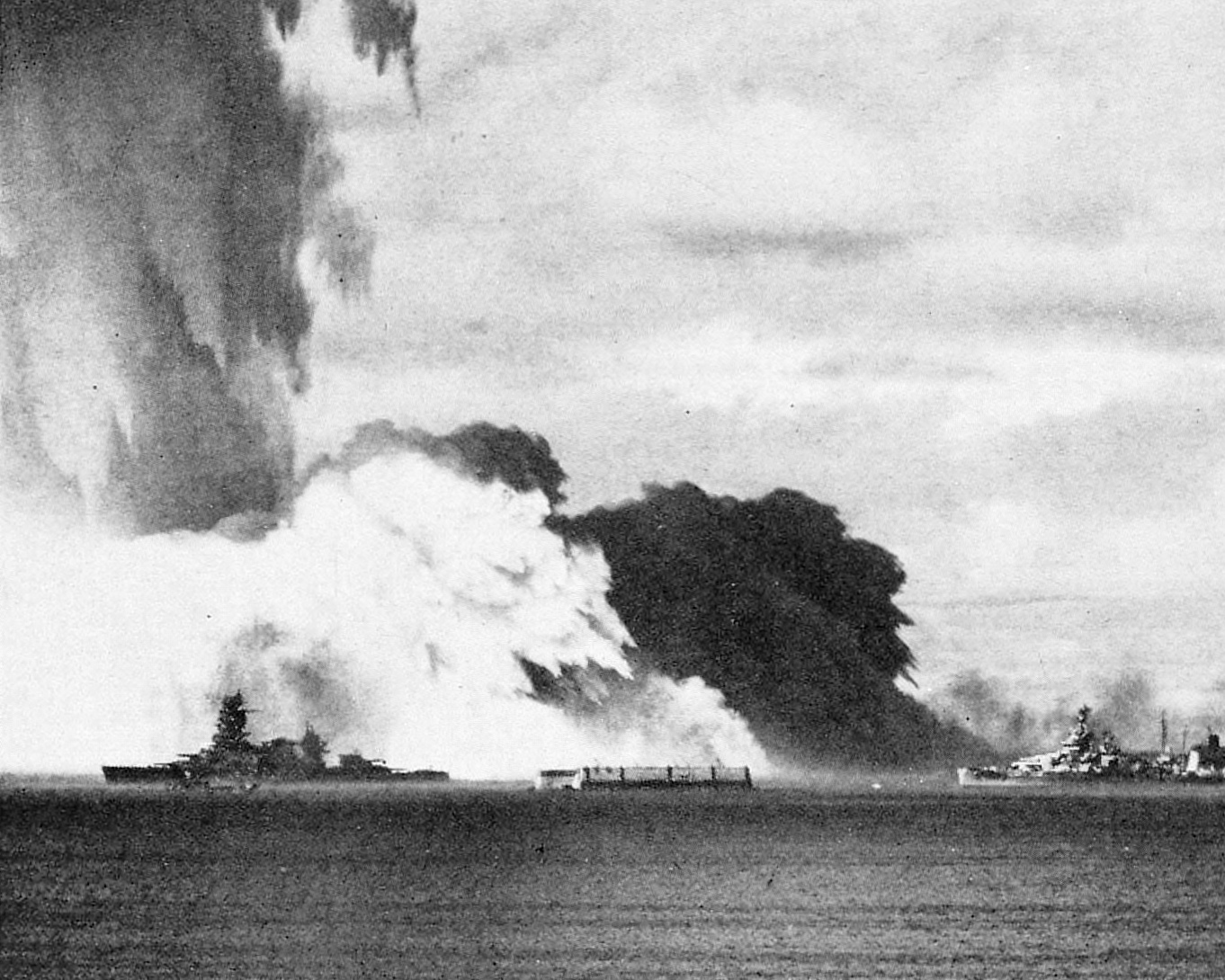

終戦後、1945年（昭和20年）8月30日に、連合国軍の1国であるアメリカ軍に接収される。長門は空襲によって中破したまま修復されておらず、煙突とマストは撤去されていた。9月15日付で除籍。アメリカ海軍による詳細な調査の後、武装解除される。9月17日には、原爆実験の標的艦とする旨が発表された。9月20日、アメリカ軍の報道官は「公債販売運動のためアメリカ本土に曳航され、原爆実験には使用しない」と発表した。
工作艦デルタによる作業ののちに、1946年（昭和21年）1月下旬に原爆実験の標的艦となることが発表される。
3月18日にクロスロード作戦（アメリカ軍の核実験）に標的艦として参加するためマーシャル諸島のビキニ環礁にむかうことになった。艦長はW・J・ホイップル大佐で、180名のアメリカ海軍兵が乗り込んだ。20日、横須賀港を出発する。しかし破損のために使用できるボイラーの数が限られ数ノットという低速しか出せず、途中、応急修理のためエニウェトク環礁に立ち寄っている。5月上旬にビキニ環礁に到着し、同地で繋留された。クロスロード作戦と長門の動向は、日本でも注目を集めた。
7月1日の第一実験（ABLE、空中爆発）では戦艦「ネバダ」が投下目標として中心に配置され、長門は爆心予定地から400mのところに置かれた。爆弾は西方600mにずれてしまい、結果爆心地から約1.5 km（1,640ヤード）の位置となった。この時長門はほとんど無傷（爆心地方向の装甲表面が融解したのみで航行に問題なし）であった。長門と同時に実験標的にされた軽巡「酒匂」はほぼ真上が爆心地となったために大破炎上、翌日に沈没した。
7月25日の第二実験（BAKER、水中爆発）では爆心地から900-1000mの位置にあり、右舷側に約5度の傾斜を生じた。長門は傾斜した状態で海上に浮かんでおり、礁外に曳航したのち魚雷で撃沈する予定であった。しかし、4日後の7月29日の朝、実験関係者が長門のいた海面を見てみると、既に同艦の姿は海上にはなかった。7月28日深夜から29日未明にかけて、浸水の拡大によって沈没したものと見られる。
長門が二度被爆してなお4日後まで沈まなかったことは、当時の日本では「米艦が次々沈む中、最後まで持ちこたえた」「長門が名艦だった証拠」「日本の造艦技術の優秀性の証明」と喧伝された。もっとも沈没した大型艦は空母「サラトガ」と戦艦「アーカンソー」だけだった。被爆を耐えた艦は長門以外にもおり、沈没を免れた米戦艦ネバダやニューヨーク、アメリカの軽空母インディペンデンス、ドイツの重巡洋艦プリンツ・オイゲン(後日座礁放棄)等、多数存在する。さらに長門とほぼ同じ距離にいた駆逐艦「ヒューズ」ですら二度の被爆に耐え、沈没を防ぐため浅瀬に曳航された。しかしながら第二実験(BAKER)の実施前に長門の艦体に機雷が装着されていたとされるなど大型艦の中では不利な条件であったとも言える。
約40年後の1985年、アメリカ政府とマーシャル諸島政府から調査許可を得た読売新聞社が戦後40年企画の一環として、ビキニ環礁の海底に沈む長門を撮影する企画を立てた。1985年12月21日、潜水調査船「はくよう」の船上で、海中カメラに映し出された画像を海軍史研究家の戸髙一成が検討し、長門の艦体であることが確認された。
現在、長門の艦体は上下逆さまで着底しており、艦橋部分は折れている。ダイビングスポットとしてビキニ環礁の貴重な観光拠点となっているが、核実験の放射線の影響のため艦体に直接ダイバーが触れる事は許可されていない。ビッグ7の中、ネルソン級2隻とコロラド級3隻は戦後スクラップとして解体されてしまったが、長門は上記の通り沈没状態で現存、陸奥も沈没したのち一部（艦首から艦橋付近の第1主砲を含む約25%）が引き上げられず現存している。

## エピソード
- 大和や武蔵に大和神社・武蔵神社があったのと同様、本艦にも艦内神社として「長門神社」があった[110]。長門国一宮の住吉神社からの分祀。
- 1944年3月6日、宇垣纏第一戦隊司令官は駆逐艦谷風より第一戦隊旗艦長門に乗艦し、陣中日記『戦藻録』に「艦に心あり　余の乗艦を喜べば、余は彼女の健在と今日迄の奮闘を謝するものなり」と記した[111]。宇垣司令は第四艦隊先任参謀（昭和8年）、連合艦隊先任参謀（昭和11年）、連合艦隊参謀長（昭和16年）、第一戦隊司令官（昭和19年）として、たびたび長門に乗艦しており、「戦藻録」で『吾人も相當に縁あり』と述べている[112]。前述のように、レイテ沖海戦における長門の西村艦隊編入案に反対したのも宇垣である[82]。
- 1944年3月15日、長門艦上で赤道祭が実施された[113]。列席していた宇垣司令官は「演藝用品多数を有するは果して戦備の成るれるものにや。假装演藝共に練習艦隊にては見られざる程の上手なり」との感想を抱いている[113]。
- 海軍将校を養成する海軍兵学校や海軍機関学校は武道必修であり、卒業時に柔道もしくは剣道の有段者になるよう鍛えられていた[114]。また下士官兵達も別科時間になると各種武道（柔道、剣道、銃剣道、相撲、短艇競技等）を選択し、所定の場所で鍛錬していた。海上の軍艦であっても、上甲板にマットを敷いて相撲や柔道の稽古が行われている[115]。長門の相撲部員は横須賀鎮守府代表者が多く、十両に匹敵する実力者が揃っていたという[116]。
- 長門の太平洋戦争で初の主砲射撃は日本の空母隼鷹に攻撃する敵機を三式弾で撃墜した事が最初とされており、後に長門艦長になった元隼鷹艦長と入れ替わりの際「貴様がこの場に生きているのは長門のお陰だ」と、冗談を交わしたという逸話もある[要出典]。
- 終戦直後の食糧不足が懸念された頃、大洋漁業（後のマルハ、現在のマルハニチロ）が小笠原海域で捕鯨を再開するため、社員の一人が横浜で見かけた「（捕鯨操業に必要な）スリップウェイのついた軍艦」を借りるべく第二復員省（元：海軍省）に申し出たところ、「よし、何でも貸してやる」と示された保有艦艇リストの一番上にあったのが「長門」だった[117][要ページ番号]。目的の艦は第一号型輸送艦で、無事これを借り出している。

## 軍艦旗
- 終戦直後に掲げられていたとされる長門の軍艦旗が2005年（平成17年）9月、テレビ東京系『開運!なんでも鑑定団』で鑑定に出され、1,000万円と鑑定された。番組司会を務めていた石坂浩二が私費を投じて軍艦旗を評価額と同じ1,000万円で購入、2006年（平成18年）9月に呉市海事歴史科学館（大和ミュージアム）に寄贈した[118][119]。

- 2017年10月6日、ハワイ・ホノルルの戦艦ミズーリ記念館に保管されていた長門の軍艦旗（艦尾に掲げられていたもの）が新潟県長岡市の山本五十六記念館に寄贈された[120]。

- 同番組には長門の艦内時計も出品されたことがある。評価額は50万円。出品者（依頼人）の父は長門接収に立ち会った元日本海軍将校であり、この放送では接収時の映像も公開された。

## 要目一覧
| 要目       | 新造時 （1920年）                                              | 大改装後 （1936年）                                             | レイテ沖海戦時 （1944年）             |
| ---------- | -------------------------------------------------------------- | --------------------------------------------------------------- | ------------------------------------- |
| 排水量     | 基準：32,759t 常備：33,759t                                    | 基準：39,130t 公試：43,580t                                     |                                       |
| 全長       | 215.80m                                                        | 224.94m                                                         | ←                                     |
| 全幅       | 28.96m                                                         | 34.60m                                                          | ←                                     |
| 吃水       | 9.08m                                                          | 9.49m                                                           |                                       |
| 主缶       | ロ号艦本式専焼缶15基 同混焼缶6基                               | ロ号艦本式大型4基 同小型6基                                     | ←                                     |
| 主機       | 艦本式タービン4基4軸                                           | ←                                                               | ←                                     |
| 軸馬力     | 85,478shp                                                      | 82,000shp                                                       | ←                                     |
| 速力       | 26.443ノット                                                   | 24.35ノット                                                     |                                       |
| 航続距離   | 5,500海里/16ノット                                             | 8,650海里/16ノット                                              |                                       |
| 燃料       | 石炭：1,600t 重油：3,400t                                      | 石炭：57.8t 重油：5,600t                                        |                                       |
| 乗員       | 1,333名                                                        | 1,368名                                                         |                                       |
| 主砲       | 四一式41cm連装砲4基                                            | ←                                                               | ←                                     |
| 副砲       | 四一式14cm単装砲20門                                           | 同18門                                                          | ←                                     |
| 高角砲     | 8cm単装4門                                                     | 12.7cm連装4基                                                   | ←                                     |
| 機銃       | 三年式3挺                                                      | 7.7mm3挺 40mm連装2基 25mm連装10基 （後日40mmに代わって装備）    | 25mm3連装14基 25mm連装10基 同単装30挺 |
| 魚雷       | 53cm水中発射管4本 同水上4本                                    | なし                                                            | ←                                     |
| その他兵装 |                                                                |                                                                 | 21号電探1基 22号2基 13号2基           |
| 装甲       | 水線305mm 甲板70+75 mm 主砲前盾305mm 主砲天蓋152mm 副砲廓152mm | 水線305mm 甲板70+127 mm 主砲前盾457mm 主砲天蓋250mm 副砲廓152mm |                                       |
| 搭載機     | なし                                                           | 3機 カタパルト1基                                               | ←                                     |

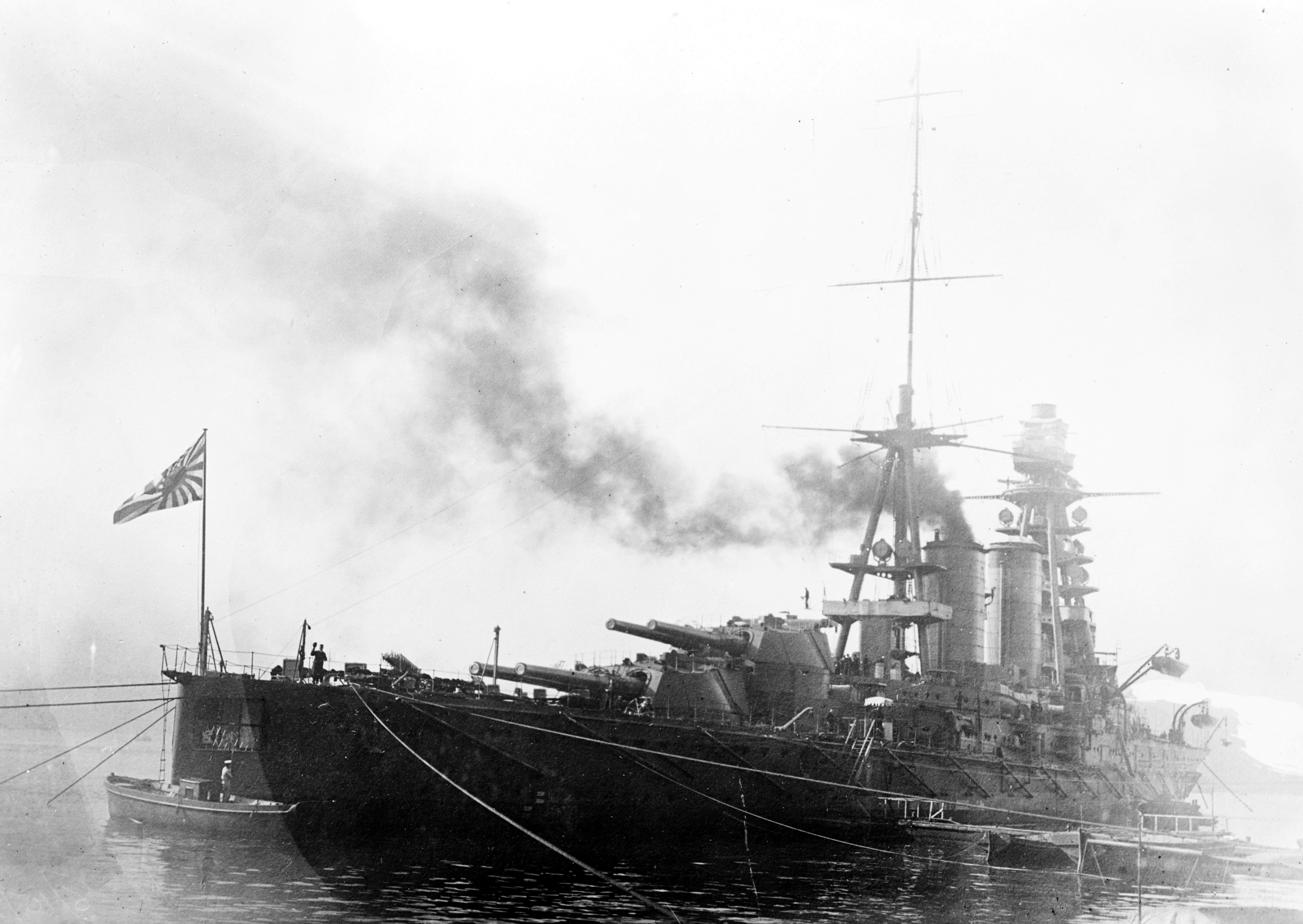
新造時の長門を後方から見た写真。

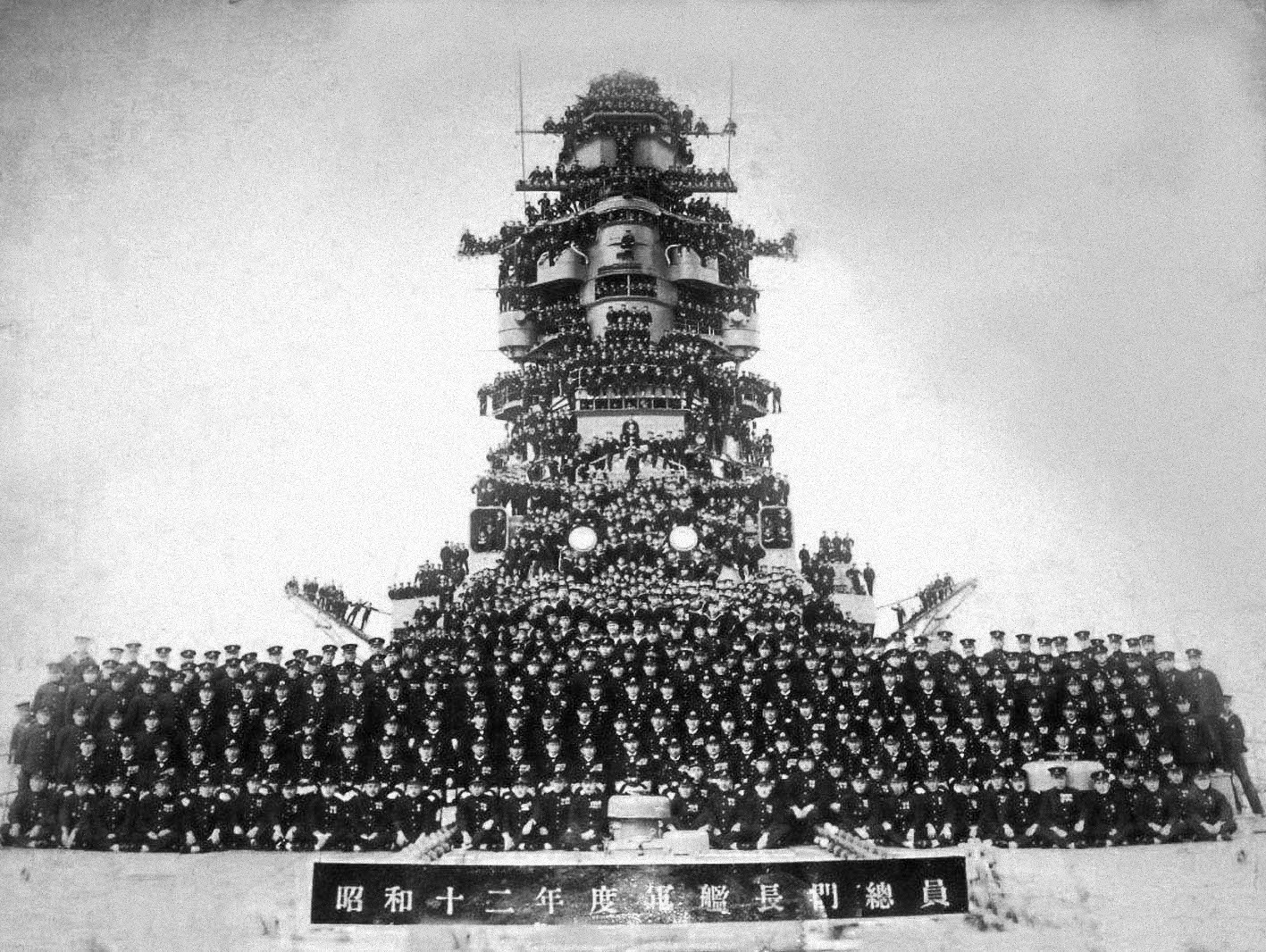
1937年（昭和12年）の長門。戦艦を動かすのに必要な乗組員の多さがよく判る。

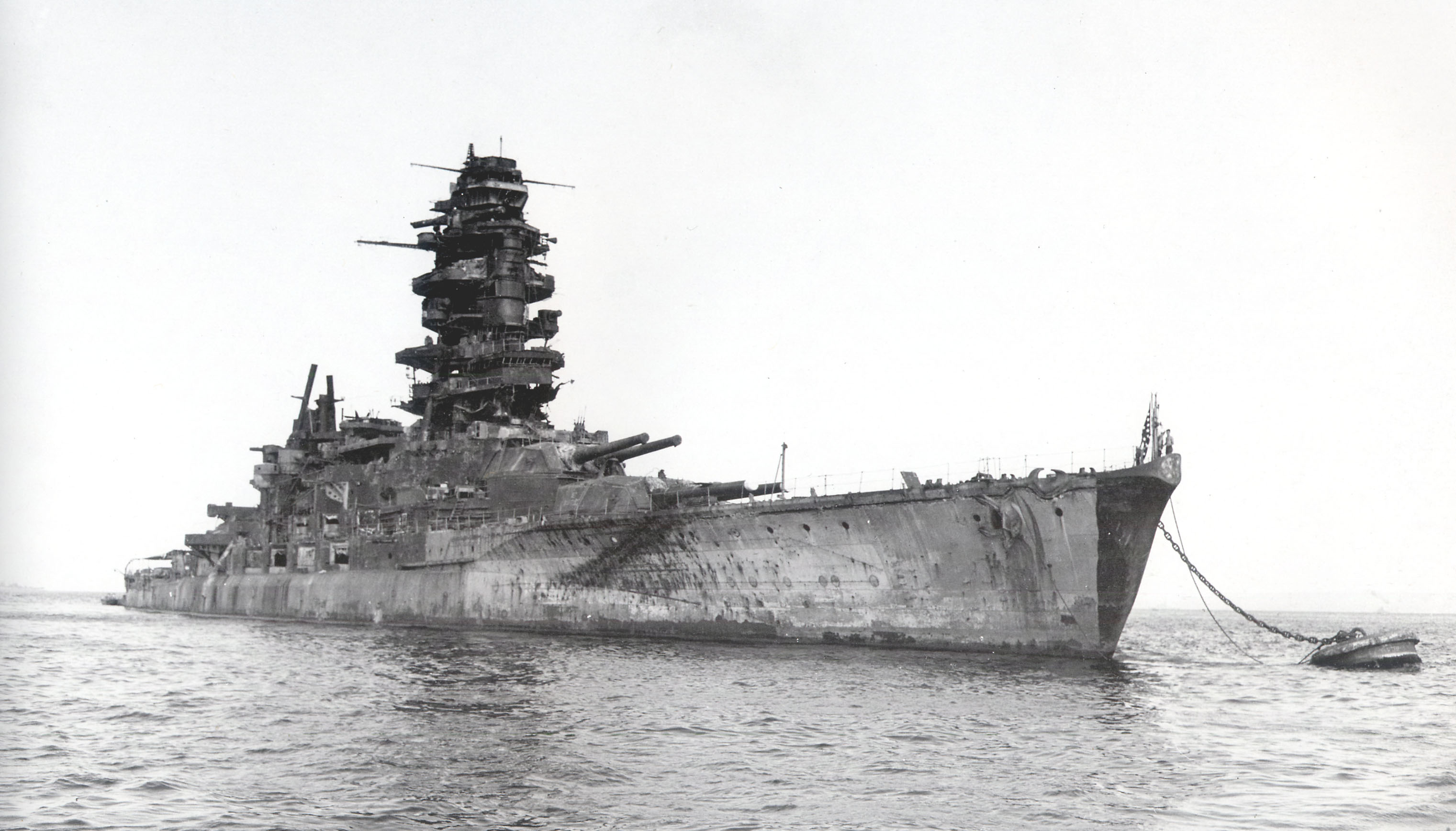
終戦時、唯一生き残り、アメリカ軍に接収された長門。艦首マストの垂れ下がった星条旗と、爆撃で受けた艦橋部の破壊状況、外された菊花紋章の跡が判る。

※ ←は左に同じ（変更無し）。空白は不明。1944年は推定を含む。

## 歴代艦長
※『艦長たちの軍艦史』27-30頁、『日本海軍史』第9巻・第10巻の「将官履歴」及び『官報』に基づく。

### 艤装員長
1. 飯田延太郎 大佐：1919年11月20日 - 1920年3月2日[121]
2. （兼）飯田延太郎 大佐：1920年3月2日[121] -

### 艦長
1. 飯田延太郎 大佐：1920年3月2日 - 1921年12月1日
2. 樺山可也 大佐：1921年12月1日 - 1922年11月10日
3. 高橋節雄 大佐：1922年11月10日 - 1923年12月1日
4. 左近司政三 大佐：1923年12月1日 - 1924年12月1日
5. 中島晋 大佐：1924年12月1日 - 1925年8月22日
6. 小副川敬治 大佐：1925年8月22日 - 1926年12月1日
7. 長谷川清 大佐：1926年12月1日 - 1927年12月1日
8. 松下薫 大佐：1927年12月1日 - 1928年12月10日
9. 井上継松 大佐：1928年12月10日 - 1929年11月30日
10. 浜田吉治郎 大佐：1929年11月30日 - 1930年12月1日
11. 中村亀三郎 大佐：1930年12月1日 - 1931年10月10日
12. 原敬太郎 大佐：1931年10月10日 - 1931年12月1日
13. 杉坂悌二郎 大佐：1931年12月1日 - 1932年3月4日[122]
14. 園田実 大佐：1932年3月4日 - 1932年12月1日
15. 宇野積蔵 大佐：1932年12月1日 - 1933年11月15日
16. 佐田健一 大佐：1933年11月15日 - 1934年11月15日
17. 雪下勝美 大佐：1934年11月15日 - 1935年7月15日
18. 斎藤二朗 大佐：1935年7月15日 - 1936年12月1日
19. 鮫島具重 大佐：1936年12月1日 - 1937年12月1日
20. 中島寅彦 大佐：1937年12月1日 - 1938年11月15日
21. （兼）角田覚治 大佐：1938年11月15日 - 1938年12月15日
22. 福留繁 大佐：1938年12月15日 - 1939年11月5日[123]
23. 徳永栄 大佐：1939年11月5日[123] - 1940年10月15日
24. 大西新蔵 大佐：1940年10月15日 - 1941年8月11日
25. 矢野英雄 大佐：1941年8月11日 - 1942年11月10日
26. 久宗米次郎 大佐：1942年11月10日 - 1943年8月2日
27. 早川幹夫 大佐：1943年8月2日 - 1943年12月15日
28. 兄部勇次 大佐：1943年12月15日 - 1944年12月20日
29. 渋谷清見 大佐：1944年12月20日 - 1945年4月28日
30. 大塚幹 少将：1945年4月28日[124] - 1945年7月18日 戦死、同日付任海軍中将[125]
31. 杉野修一 大佐：1945年7月24日 - 
日露戦争の旅順港閉塞作戦で知られる杉野孫七兵曹長の長男
32. W・J・ホイップル 大佐：1946年3月18日 -

## 同型艦
- 陸奥

## 画像集

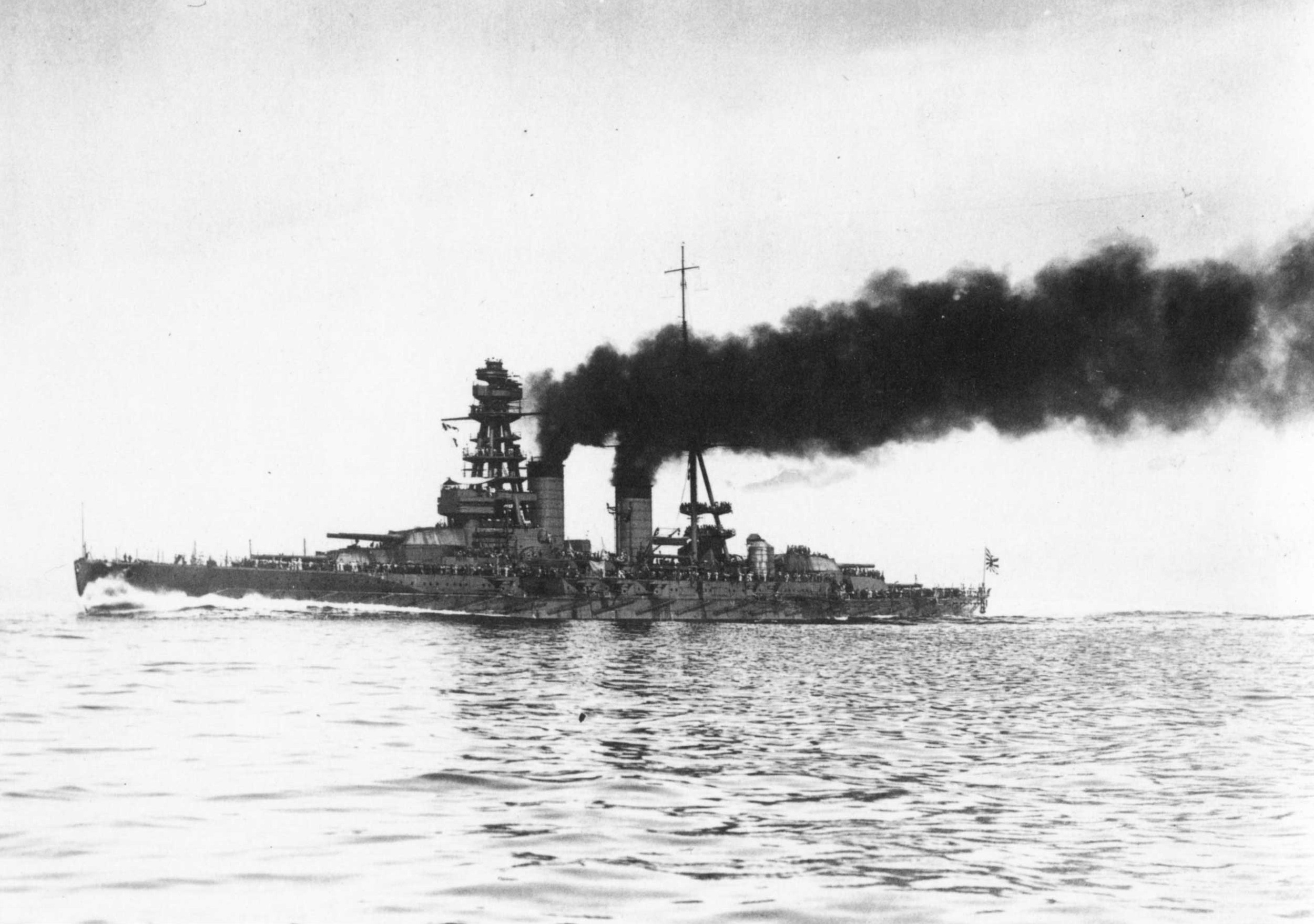
1920年09月30日公試運転中の長門、直立煙突
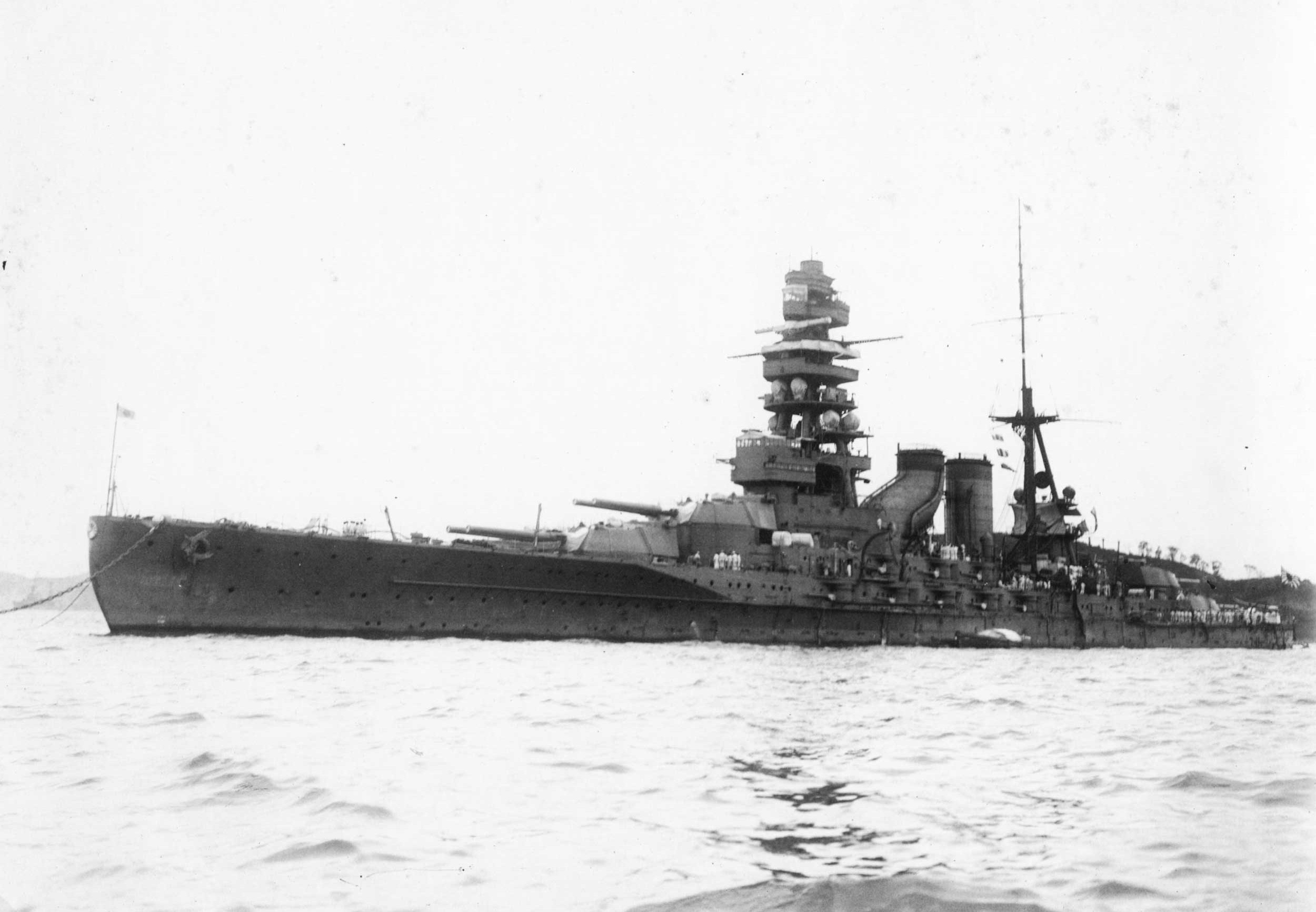
1927年10月長門屈曲煙突
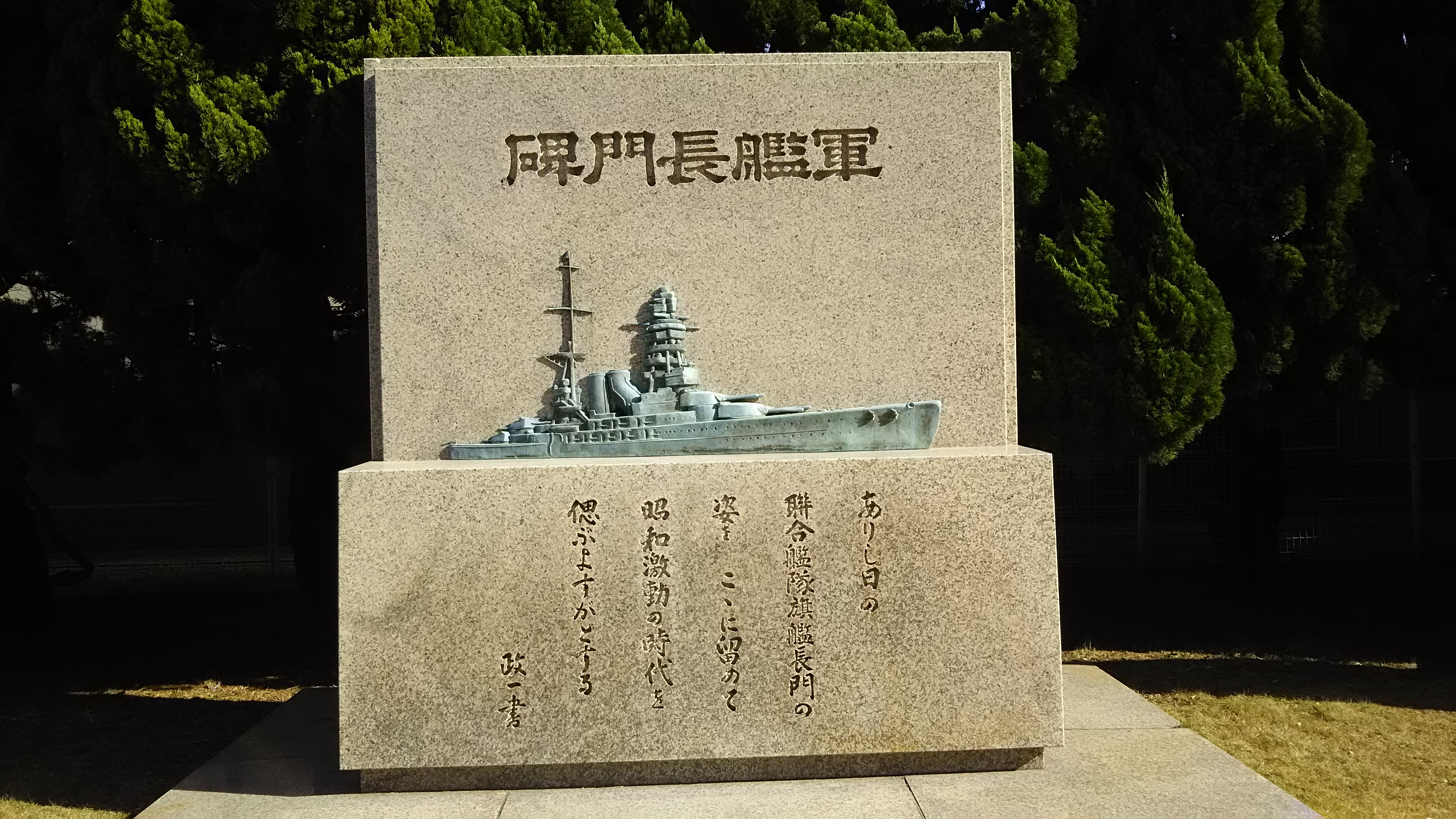
2014年01月02日横須賀ヴェルニー公園長門慰霊碑
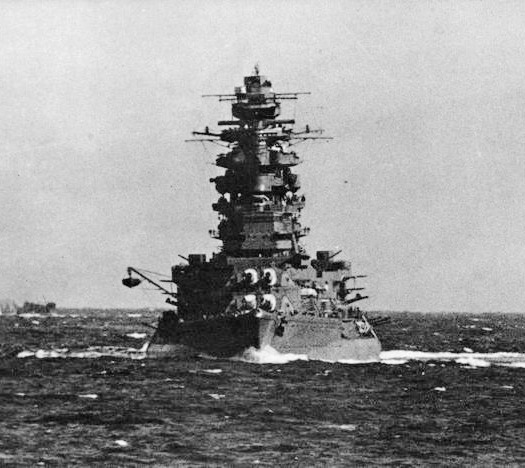
航海中の長門の写真
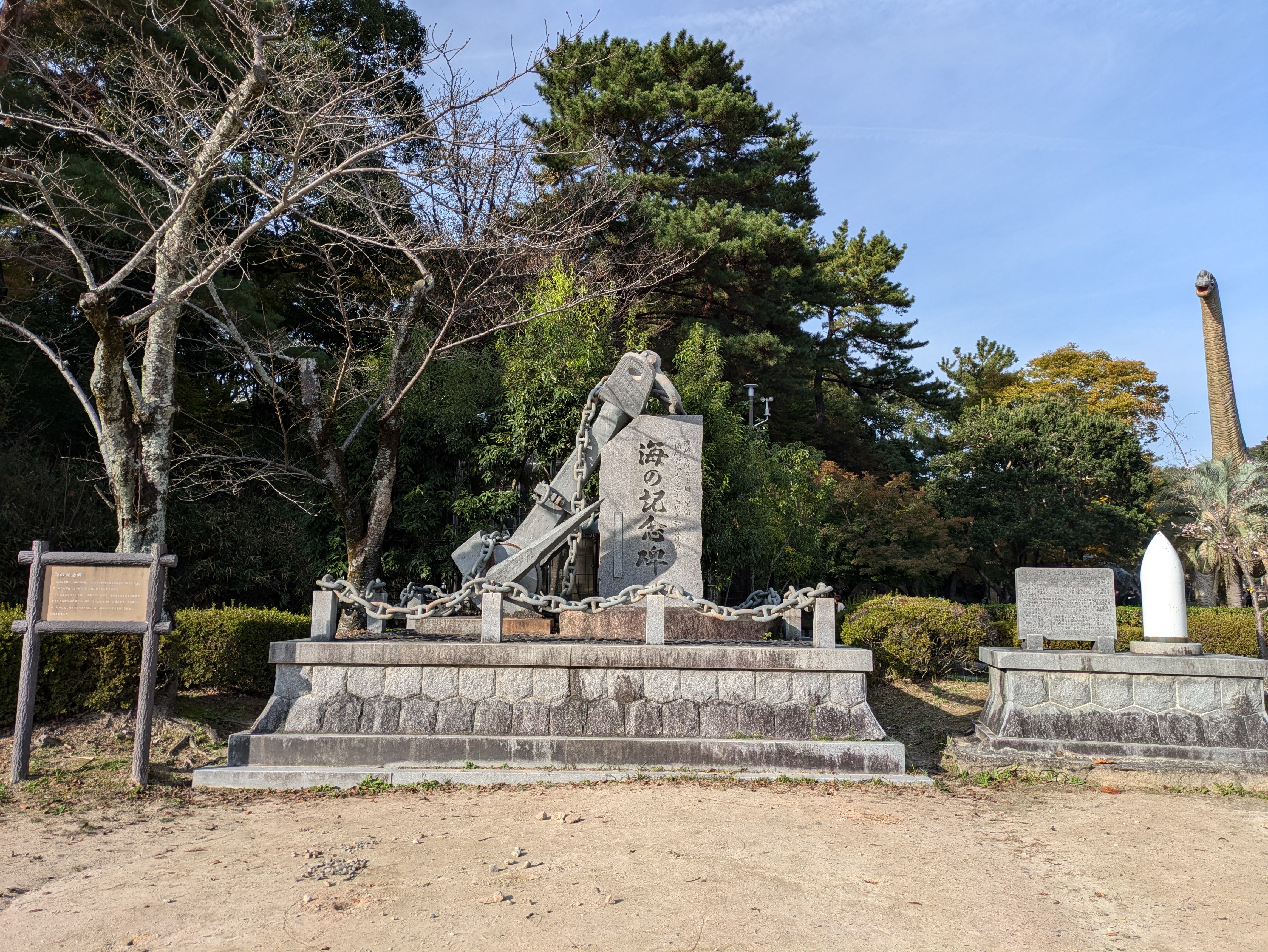
愛知県岡崎市欠町天上田11岡崎市東公園